# Ukonsaari (ö i Södra Savolax, S:t Michel, lat 61,82, long 26,61)
Ukonsaari är en ö i Finland. Den ligger i sjön Puula och i kommunen Hirvensalmi i den ekonomiska regionen  S:t Michel och landskapet Södra Savolax, i den södra delen av landet, 200 km nordost om huvudstaden Helsingfors. Öns area är 1,6 hektar och dess största längd är 310 meter i nord-sydlig riktning.